# Hans Söhnker
Hans Söhnker (Kiel, 11 ottobre 1903 – Berlino Ovest, 20 aprile 1981) è stato un attore tedesco.

## Filmografia parziale
- Zarevitch (Der Zarewitsch), regia Victor Janson (1933)
- La principessa della Czarda (Die Czardasfürstin), regia di Georg Jacoby (1934)
- Il marito a modo mio (Der Mustergatte), regia di Wolfgang Liebeneiner (1937)
- Quattro ragazze coraggiose (Die vier Gesellen), regia di Carl Froelich (1938)
- Oceano in fiamme (Brand im Ozean), regia di Günther Rittau (1939)
- Arrivederci Francesca (Auf Wiedersehen, Franziska!), regia di Helmut Käutner (1941)
- Film ohne Titel, regia di Rudolf Jugert (1948)
- Amore e sangue, regia di Marino Girolami (1951)
- Come prima (For the First Time), regia di Rudolph Maté (1959)
- Scacco alla follia (Schachnovelle), regia di Gerd Oswald (1960)
- Sherlock Holmes - La valle del terrore (Sherlock Holmes und das Halsband des Todes), regia di Terence Fisher (1962)
- Il giorno più lungo (The Longest Day), regia di Ken Annakin, Andrew Marton e Bernhard Wicki (1962) (non accreditato)
- Dulcinea incantesimo d'amore (Dulcinea), regia di Vicente Escrivá (1963)